# Andilly (Val-d'Oise)
Andilly é uma comuna francesa, situada no departamento de Val-d'Oise na região de Île-de-France.

## Toponímia
O nome da vila aparece pela primeira vez na história na forma Andiliacum em 1174 em um ato que menciona o senhor do lugar, Baudoin d'Andiliacum, Andeliacum em 1193,  Andeli em 1125, Andilli em 1151. 
O nome de Andilly talvez venha do antropônimo galo-romano Andillius e do sufixo galo-romano -acum, que significa "domínio de". Homonímia com Andillac e talvez também com Andely.

## Cultura local e patrimônio

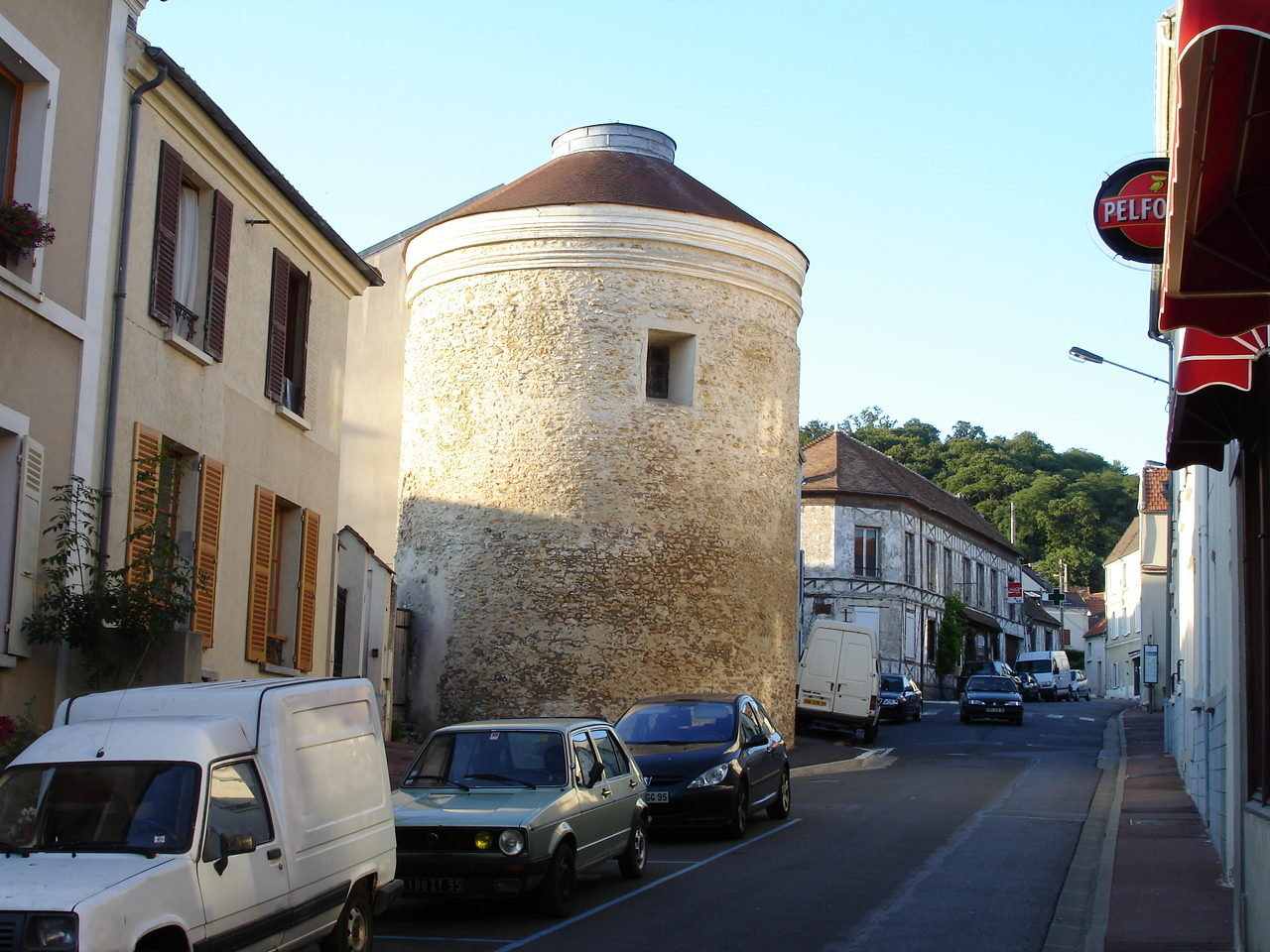
Columbário.

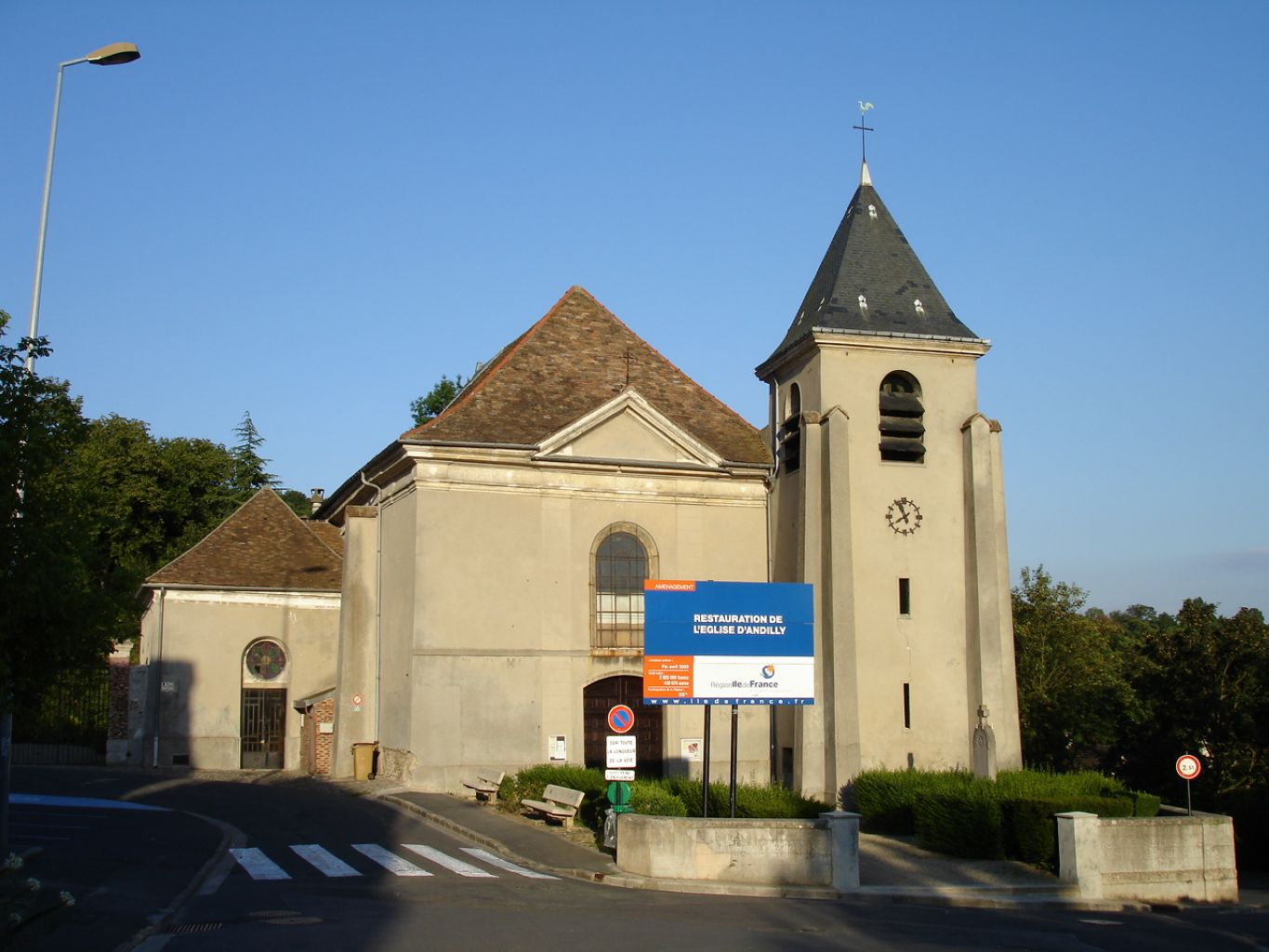
Igreja de Saint-Médard.

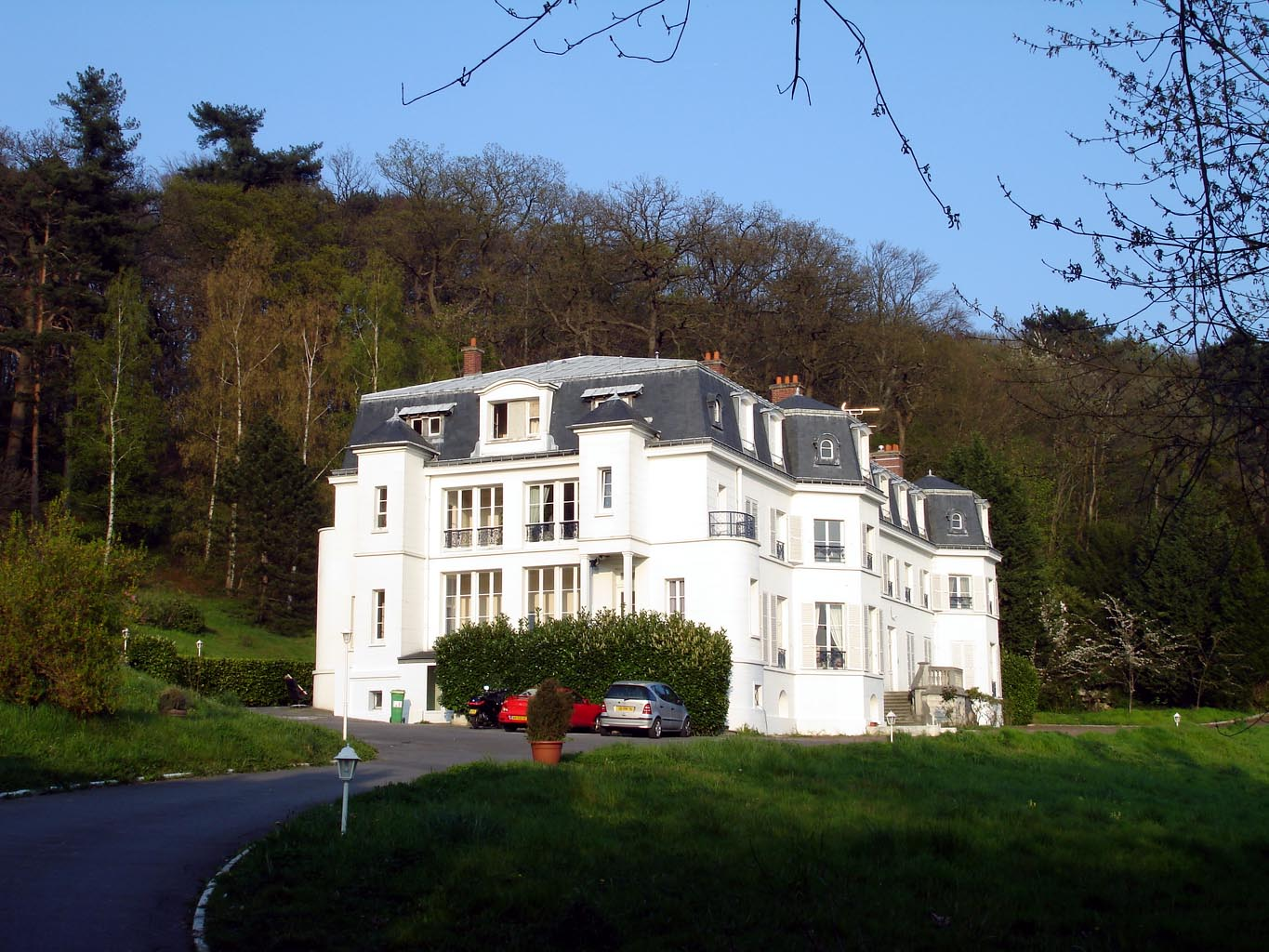
Château de Belmont.

- O Columbário, 7 Rue Charles-de-Gaulle, inscrito como monumento histórico por decreto de 25 de maio de 1988[4][5].

- A Igreja de Saint-Médard, Place Finot[5][6].

- O Château de Belmont, 4 Rue Aristide-Briand.

- O Château du Gaz, Rue Aristide-Briand[5].

- O Fort de Montlignon, a nordeste da vila, abrangendo a comuna de Andilly.

- "La terrasse", route de la Croix-Blanche.

- O Planalto de Andilly, com uma superfície de 93 hectares e constituído por antigas pedreiras e fábricas de tijolos, foi gradualmente adquirido pela Agência Regional de Espaços Verdes da Île-de-France para evitar o seu loteamento e manter o seu papel de espaço natural.